# Mit der Zeit
Mit der Zeit (englischer Originaltitel The Care of Time) ist der Titel eines Romans von Eric Ambler aus dem Jahr 1981. Das Buch erzählt im Stil eines Politthrillers die Geschichte eines amerikanischen Ghostwriters, der unter obskuren Umständen von einem Mittelsmann den Auftrag erhält, der NATO das Angebot eines paranoiden Herrschers aus den arabischen Emiraten zu einer militärischen Zusammenarbeit mit dem Westen zu machen, in dem er den Bau eines Militärstützpunktes in der Nähe der Straße von Hormus anbietet, vorgeblich um dem wachsenden sowjetischen Einfluss im Nahen Osten etwas entgegenzusetzen. Es ist der letzte von Ambler verfasste Roman, der aber in den Medien eher kritisch gesehen wurde.

## Inhalt
Hintergrund der Geschichte ist die Zeit des Kalten Krieges, der Aufrüstung der damaligen Machtblöcke und die Weiterentwicklung des arabisch-palästinensischen Terrorismus.
Robert Halliday ist ein in der Szene bekannter amerikanischer Ghostwriter, der für prominente Personen des Zeitgeschehens Autobiografien nach deren Wunsch verfasst. Eines Tages bekommt er unter turbulenten Umständen das Angebot, ein Buch nach einem angeblich wieder aufgefundenen Manuskript aus dem 19. Jahrhundert zu schreiben. Der Text soll von dem russischen Anarchisten und dem Terrorismus zugeneigten Revolutionär Sergei Gennadijewitsch Netschajew stammen. Doch dieses Angebot ist nur ein Köder, damit Halliday trotz der hohen Bezahlung nicht womöglich ablehnt. Es stammt, untermalt durch die Versendung einer ernst zu nehmenden Paketbombe, von dem aus Estland stammenden Geschäftsmann Karlis Zander, der besonders im Nahen Osten für die dortigen arabischen Machthaber als Strohmann und Vermittler für wirtschaftliche Geschäfte, Korruptionsgelder und politische Abmachungen agiert.
Zander und seine Familie stehen allerdings auf der Mordliste eines professionellen Killerunternehmens, das für totalitäre und autokratische arabische Machthaber im Nahen Osten und der Golfregion gegen hohe Bezahlung zuverlässig die abgeschlossenen Verträge erfüllt. Karlis Zander soll nun im Auftrag eines paranoid-schizophrenen Herrschers, einem reichen Ölscheich, mit Angst vor Impotenz und dem Altwerden der NATO über Halliday anbieten, auf seinem Gebiet einen Militärstützpunkt zu errichten, weil der sowjetische Einfluss in der Gegend für den Herrscher bedrohliche Ausmaße angenommen habe. Er hat außerdem Angst vor einem Atomkrieg und leidet unter Asthma. Halliday soll nun mit Vertretern der NATO verhandeln. Zander erhofft sich als Gegenleistung Schutz in den USA für sich und seine bereits dort lebende Familie vor den Mordanschlägen des Dienstleistungsunternehmens Mukhabarat-Zentrum.
Da die benachbarten Machthaber in den Emiraten und Saudi-Arabien nichts von den Plänen des Herrschers erfahren dürfen, weil sie ihn für verrückt halten, sollen die Verhandlungen zwischen der NATO und dem Herrscher unter konspirativen Umständen in der von ihm bereits gekauften aufgelassenen Silbermine in Österreich stattfinden. Dort will der von Allergien geplagte Herrscher in der staubfreien Luft der Mine angeblich ein palastartiges Sanatorium für sich und reiche Leute aus dem arabischen Raum einrichten lassen. Das Treffen soll als Fernsehinterview getarnt werden, damit niemand Verdacht schöpft. Dann stellt sich allerdings heraus, dass der Herrscher selbst den Mord in Auftrag gab, um Zander nach der Erledigung seines Jobs zu liquidieren, denn der wahre Grund ist, dass der Herrscher in der steiermärkischen Silbermine eine private Festung mit Atombunker bauen will, weil er einen Dritten Weltkrieg befürchtet. Das soll die Gegenleistung für die Baugenehmigung des Natostützpunktes sein.

## Gliederung und Sprache
Mit der Zeit hat eine Vorbemerkung in Form eines Zitates aus einem Text, der dem russischen Revolutionär und nihilistischen Anarchisten Sergei Gennadijewitsch Netschajew zugeschrieben wird: "Mit der Zeit..." schreibt Netschajew zu der Angst vor dem Altwerden, "...wird natürlich uns allen die Luft ausgehen." Das Buch hat fünfzehn Kapitel und in der Diogenes-Ausgabe von 1983 umfasst es 413 Seiten.
Die Sprache Amblers ist teilweise sarkastisch, mit zynischen Wendungen, besteht aber meist aus dem für den Autor charakteristischen feinen ironischen Humor. In der Geschichte werden zwar auch die für Thriller üblichen Elemente, wie Verfolgungsjagd, Showdown und andere Mittel der Spannungserhöhung verwendet, aber Hauptsache ist der folgerichtige immer logisch erscheinende Handlungsverlauf der Personen.

## Ausgaben und Verfilmung
Die englische Originalausgabe erschien 1981 bei Weidenfeld & Nicolson, London. Eine Übersetzung ins Deutsche lieferte Hans Hermann für den Diogenes Verlag, der den Roman 1983 als Taschenbuch und 1991 auch als gebundene Ausgabe mit einer Titelzeichnung von Tomi Ungerer herausbrachte. Eine Neuauflage, neu übersetzt von Matthias Fienbork, kam 2000 heraus.
1990 erschien zum Roman der Film Die Zeit läuft ab (englischer Originaltitel: The Care of Time) nach einem Drehbuch von Eric Ambler und Alan Seymour. John Davies führte Regie. Der Fernsehfilm wurde aber im Vorfeld des Zweiten Golfkriegs aus dem Programm des britischen Fernsehens genommen.

## Rezeption
Der Spiegel brachte in seiner Ausgabe vom 30. November 1981 einen Verriss und schreibt: „... scheitert das Komplott an Hallidays nicht vorgesehenen Enthüllungen, und mit ihm scheitert auch Ambler, dem die allzu kompliziert konstruierte Intrige am Ende ohne Überraschungs-Coup aus den Händen gleitet. Eine arge Enttäuschung für Ambler-Fans.“
Auch andere Zeitungen bezeichnen den Roman damals als eins der schwächeren Werke Amblers, doch die Leserrezensionen sind bis heute meist positiv.

## Weblink
- Internetseite des Diogenes Verlags